# オメデタブラザーズ
オメデタブラザーズは、1993年にソフィアが開発し、西陣が発売した曲芸師をモチーフとした羽根モノパチンコ機。

## 概要
- 大当たり中は、曲芸師が回す傘に入賞玉が貯留され、Vゾーンを狙うという趣向。
  - 10カウントまたは18回羽根が開くまで貯留するが、パンクがたまにある上、10ラウンドまでの継続となっているため、大当たり出玉はあまり多くない。
- 当時流行した海老一染之助・染太郎の曲芸をモデルとしているが、タイアップなどの関連はない。当時はSANKYOも『名人会』という同じような機種を発売している。

## スペック
- 『オメデタブラザーズ』（1993年）
  - 賞球数 7&13 大当たり最高継続 10R10C
- 『オメデタブラザーズZ』（1993年）
  - 賞球数 5&11 大当たり最高継続 10R10C